# 塞亞德谷 (加利福尼亞州)
塞亞德谷（英語：Seiad Valley）是位於美國加利福尼亞州錫斯基尤縣的一個非建制地區。該地的面積和人口皆未知。

## 地理
塞亞德谷的座標為41°50′26″N 123°11′29″W / 41.84056°N 123.19139°W，而該地的平均海拔高度為423米（即1388英尺）。